# MUSIC EDGE + Osaka Style
『MUSIC EDGE + Osaka Style』（ミュージック・エッジ オー・スタイル）は、毎日放送で毎週月曜24:59 - 25:39（火曜0:59 - 1:39）で放送されていた音楽番組。

## 概要
この番組には矢井田瞳やaiko、Skoop On Somebodyなどといった関西にゆかりのあるアーティストの他にも、新人から大御所まで数多くのアーティストがゲスト出演しており、またその殆どが複数回にわたって登場した。また、アーティストをクローズアップするだけでなく、若者の音楽スタイルに迫るコーナーが多いのも特徴であった。
提供スポンサーはアサヒビールの一社提供（番組スタートから番組前半パートの『MUSIC EDGE + Osaka Style』のみを提供）。2004年7月まで同番組のプロデューサー兼チーフディレクターだった毎日放送の清水コーヘイ（康平）は、この番組を立ち上げるにあたってアサヒビールに赴いて自らプレゼンを行った。
この番組は、基本的には関西ローカルの番組として放送されたが、福岡県の放送局・RKB毎日放送でも不定期で土曜深夜に放送された。同局での放送では提供クレジットの表示はなく、エンディングや次回予告などもカットされていた。

## 番組史
2001年5月11日に毎日放送自主編成の深夜番組放送枠『フライデーエキスプレス』第2部の番組として、『MUSIC EDGE』のタイトルでスタート。このタイトルを冠していた頃には毎週金曜24:55 - 25:25（土曜0:55 - 1:25）に放送されていた。その後の2002年4月に現在の放送曜日・放送時間帯へと移動し、タイトルも現在のものへと変更された。また2002年11月からは『MUSIC EDGE + NEXT Style』の放送開始により、放送時間が10分拡大された。
番組スタート当時のオープニングは、T.REXの楽曲「20th Century Boy」に乗せて、犬を追いかけて走るU.K.が謎の地下基地にたどり着くまでの映像が流れ、そのまま白を基調とした、近未来的なデザインの地下基地を模したスタジオに切り替わるというものだった。その後、オープニングタイトルは何度か変更があり、2009年9月下旬からは、KISSのフェイスペイントを施したU.K.が「うたぐみライブスペース スミレ堂」のステージ上で「Rock and Roll All Nite」をエア・ギターで披露しているバージョンに変わっている。
当初は毎週一組のアーティストをピックアップするコーナー『HOT EDGE』と、U.K.とジョンさんが毎月それぞれオススメする楽曲を紹介するコーナー『POWER EDGE』、番組独自のチャートカウントダウンが行われていた。その後、新企画やコーナーの入れ替えにより、次第にU.K.やジョンさんがロケに出る機会が増えていった。また、開始当初から2004年頃までは、提供スポンサーの読み上げやリクエスト・メッセージを呼びかける時には、提供スポンサーや番組公式サイトのURL及びメールアドレスが記された茶色い透明のアクリル板をジョンさんがカメラの前に出していたこともある。現在ではテロップに切り替えられている。
番組開始より、U.K.とジョンさんが二人で番組を担当してきたが、番組が9年目に突入したのを機にリニューアルされ、2009年4月20日放送からはU.K.が一人で担当している。
2015年3月2日放送分のエンディングにおいて、同月30日放送分で番組を終了することが発表された。同月9日から最終回までは、4週連続でスペシャル企画を放送。最終回は久々に生放送であった。

## 出演者

### 番組終了時の出演者
- MC - U.K.
- 語り - ジョンさん（2001年4月 - 2009年4月、2010年9月20日以降番組終了まで〔『Next Style』のみ〕）

「謎のアシスタント」として出演。スタート当初は「謎の地下基地の住人」という設定があった。当時の服装もいたってラフで、画面上ではカメラに背中を向けた状態で椅子に座っていた（カメラの方を向いていたU.K.とは逆向き）。
2001年の秋頃から、サングラスを掛けて犬の着ぐるみを着用して画面に登場する様になり、後にそれが彼のトレードマークになった。着ぐるみは初代オープニングに登場したミニチュアダックスフントを模した茶色の犬バージョンが基本形だが、より動きやすいよう作られたダルメシアンバージョンの着ぐるみをEDGE LIVEなどで着用したこともある。また、石井竜也がデザインを手がけた着ぐるみを着たこともあるが、マスクをかぶった状態での呼吸がしにくいなどの理由から、実際に着用されたのはオーサカキングのイベントライブなど数回しかない。2007年には、若干薄手になった生地で作られた夏バージョンの着ぐるみも登場した。
番組の構成としても関わった。2009年4月で一旦降板したが、2010年6月22日に行われた「EDGE LIVE 10th Anniversary」で、久々にファンの前に姿を現した。番組の企画で「ジョンスガイウォーカーズ」としてあべのHoopで共にゲリラライブを行ったスガシカオからの要望に応える形で出演を受諾。
2010年9月20日より『Next Style』に番組スタッフとともに後ろ姿のみ出演していたが、編集室にアーティストがゲスト出演するようになってからは顔出ししている。また『Osaka Style』や「EDGE LIVE 2011」にも出演した。
- ナレーション - 畑中フー（『Osaka Style』）、内海同仁（『Next Style』、2007年1月以降）
2006年までは『NEXT Style』のナレーションも畑中フーが担当していた。

### 過去の出演者
- リポーター - 知念ユウ（2004年5月 - 2005年12月）

新人リポーターオーディションの最終候補者4名が2003年6月に選出され、その後『NEXT Style』を中心に出演。また、『EDGE LIVE 6MIX』ではU.K.やジョンさんとともに「M.J.べそ（まじべそ）」の一員としてアカペラに挑戦した。視聴者からの人気投票で最終的に選出されるも、活躍の場に恵まれず、2005年12月末で降板。『EDGE LIVE 7 Christmas Style』では、自らが素材選びからデザインまでこだわったオリジナルTシャツが制作され、会場でも販売された。
- スタジオライブMC - 八木早希（出演時点では毎日放送アナウンサー[4]、『MUSIC EDGE + Next Style』のみ、2009年4月27日 - 2009年末頃まで）
- スタジオライブMC - 吉竹史（出演時点では毎日放送アナウンサー[5]、『MUSIC EDGE + Next Style』のみ、八木早希の代理で出演）

## 番組構成
2009年3月までの放送は、前半パートの『MUSIC EDGE + Osaka Style』と後半パートの『MUSIC EDGE + NEXT Style』（ミュージック・エッジ ネクスト・スタイル）によって構成されていた。『Osaka Style』はU.K.による街角リサーチや、ジョンさんがアーティストとゆかりの地に出かけるロケなどを中心に展開されていた。一時期スタジオパートが一切なく、ロケ企画のみで番組が構成されていたこともあったが、2008年頃からは放送初期の構成に戻りつつあり、スタジオパートも復活している。対して『NEXT Style』はスタジオで収録を行い、新人や注目のアーティスト紹介などを行なう。U.K.とジョンさんのトークパートの収録が一般家庭にて行われた際には、それが数週にわたってオンエアされたこともあった。
2009年4月のリニューアル後は、『Osaka Style』ではアーティストにより深く迫っていく企画を中心に構成されている。またこれまでと違い、U.K.がロケに出向くことはなく、MCに専念する形となっていたが（ただし街頭インタビューは各企画の中で使用されることがある）、現在はU.K.が直接アーティストと接する企画が増えている。さらに『NEXT Style』では、毎日放送本社内に新設された「うたぐみライブスペース スミレ堂」でスタジオライブの公開収録が行われている（新型インフルエンザの影響のため、2009年5月25日収録分より観覧は一時休止されていたが、現在は再開している）。『MBSうたぐみ Smile×Songs』との連動で、同番組内でもスタジオライブの模様が放送されていた。
2010年9月20日からの『NEXT Style』は「今週のニューリリース（リリース予定のシングル・アルバムを紹介）」「今週のネクストアーティスト（注目のアーティストを紹介。その中から「今週のピックアップアーティスト」としてアーティストからのコメントVTRを紹介することがある）」「注目のニューカマー（注目の新人アーティストを紹介）」「今月のおすすめライブ」などの最新音楽情報を紹介するVTRを見ながら、ジョンさんと番組スタッフのたけしがつぶやく形になった。たけしがアーティストに関する情報（バンド名の由来や飼っているペットの名前など）をあまり分かっていないことをジョンさんから厳しく突っ込まれるのがお約束になっていた。2010年12月6日放送ではリニューアル後初のゲストとして中村正人（DREAMS COME TRUE）が出演した。その後アーティストがゲスト出演する際、番組内で新譜発売などの告知をする条件としてジョンさんへの手土産（ジョンさん曰く「袖の下」）を持参することが恒例となっていた。
2004年頃までは『NEXT Style』を内包する形でMBSスタジオ in USJから生放送されていたが、その後はU.K.のスケジュールが多忙になったこともあり、収録放送へと移行した。

### 晩年の主な企画
- レコメンEDGE

アーティストがシチュエーションごとに選曲したCDタイトルを紹介する企画。
- Music Restrant

アーティストの思い出の曲などのPVをU.K.と共に観賞する企画。なお、タイトルにレストランと付いているが、食事は出てこない。
- HOT EDGE
  - ピックアップアーティストをインタビューとプロモーションビデオを交えて紹介。アーティストの本音に迫るMUSIC EDGEのルーツとも言うべき企画。第1回で登場したのはm-flo。しばらく休止していたが、2009年のリニューアル後にコーナー復活。
- 大阪メモリーズ

プロモーションなどで来阪したアーティストに、大阪にある有名スポットや飲食店などで新しい思い出作りをしてもらう企画。
- U.K.勝手に一本勝負!

U.K.とアーティストが対決を行い、アーティストが勝利した場合は15秒間の告知タイムが与えられるが、逆にU.K.が勝利した場合はアーティストグッズが視聴者にプレゼントされる。
- U.K.の2時間全力接待ツアー

アーティストをU.K.がおもてなしする企画。ただし制限時間は、アーティストの次のスケジュールまでの2時間で、時間内にすべてまわることが条件。すべての店を回った後にアーティストに達人などを認定するたすき（「スイーツ王子」など、その回の称号が書かれている）が贈られるが、Skoop On Somebodyと巡る絶品鍋の回では、たすきの受け取りを拒否された。また条件をクリアできなかった時は、U.K.の自腹となる回もある。2012年8月20日放送の矢井田瞳と巡る焼き鳥店の回からは、接待する店をU.K.が自ら調べ、ロケバスではなく自分の足で向かわなければならず、クリアできなかった場合はU.K.とアーティストの自腹となった。
- Twitterでアーティストのサインがあるお店を探せ!

U.K.がTwitterからの情報をもとに、提示された5組のアーティストのサインが飾られているお店を探す企画。制限時間内にすべてのサインを見つけられなかった場合、それまでの飲食代や移動の交通費はすべてU.K.の自腹となる。
- 関西生歌EDGE

アーティストが関西の各所で生歌を披露する。
- いきなり!スター☆ボウリング

MBS局内地下1階にある廊下で、アーティストがロビーから46m先にある20本のピンに向かってボールを投げ、10本以上倒せたら、15秒の告知タイムが与えられるが、失敗した場合は視聴者にアーティストグッズをプレゼント。これまでに告知タイムを獲得したのは、染谷西郷（FUNKIST）、大石昌良（Sound Schedule）、川畑要、坂井裕美（2012年アサヒビールイメージガール）の4組で、ストライクを出したのは染谷のみ（坂井は18本、大石・川畑は16本）。

### 過去の主な企画
- チャートカウントダウン

関西地区のCDショップの売上と視聴者からのリクエストを基に作成された、番組オリジナルチャートトップ10を紹介。
- LIVE EDGE

U.K.がライブにおもむき、それをリポートする企画。アポ無しでリポートすることが多かった。
- POWER EDGE

U.K.とジョンさんが毎月それぞれおすすめする楽曲を紹介し、毎週視聴者からのリクエストが多かった方のPVを長めにオンエア。その後「GREATEST EDGE REQUEST」を挟み、おすすめの新人アーティストを紹介する形式に変更され、『Next Style』の原形となった。
- GREATEST EDGE REQUEST

毎回取り上げるアーティストの楽曲を視聴者からリクエストを募り、トップ10を紹介。
- ディナーEDGE

U.K.がアーティストの好みに合った注目の店に招待し、おいしいメニューでおもてなしする企画。
- PV EDGE

アーティストのプロモーションビデオをU.K.とジョンさんが全く同じものを作成しようと挑戦する企画。ただし全編ではなく、一部シーンの再現となる。実際に作成したのはウルフルズ「がむしゃら 〜熱くなれ〜」、矢井田瞳「Buzzstyle」、山下達郎「LOVELAND, ISLAND」、ゆず「恋の歌謡日」、GLAY「またここであいましょう」、ゴスペラーズ「星屑の街」など。
- U.K.RESEARCH

U.K.が街角に出て音楽を聴いている人がどんな曲を聴いているのかを調査する。コーナー開始当初はU.K.が背中に背負っていたスピーカーから音楽を鳴らしていたが、その後調査された人のイヤホンで直接聞くことが多くなった。
2007年頃からは、通行人に思い出の曲などを尋ねる『LOVEリサーチ』など、U.K.リサーチを基にした企画が多い。
番組のロケは、おもに京阪神を中心とした若者が多く集まる地域で行われる傾向がある（梅田周辺、なんばパークス、堀江、三宮、京都など）。
- 海 RESEARCH

同じくU.K.RESEARCHからの発展形だが、スタート当初から夏の企画として歴史は古い。U.K.が夏のビーチにおもむき、水着姿のかわいい女性ばかり狙ってリサーチする企画。
- EDGE LIFE

MUSIC EDGEの中で最もレギュラー化した企画。仕込み無しでU.K.が街の女性にアプローチし、了解を得た彼女の家に訪問し、さまざまなシチュエーションに合うCDを所有しているCDからセレクトしてもらう。巷では「女の子の家に行く番組」と代名詞になることも。2010年4月にメジャーデビューした近藤夏子も2007年頃に出演していた。
- U.K.侍（お宝グッズプレゼント）

『子連れ狼』の拝一刀風に扮したU.K.侍が、各レコード会社を訪れ、視聴者にプレゼントするアーティストグッズを手に入れようと社員たちにお願いするが、最後は問答無用で社員たちを叩き斬るのがお約束となっている。一度だけ『北斗の拳』のケンシロウ風の姿になったこともあるが、その次からは再びU.K.侍に戻っている。
- EDGE MAIL(EDGE LETTER)

アーティストからのVTRメッセージを紹介するコーナー。
- メモリーEDGE

アーティストの思い出の一曲を紹介するコーナー。街頭インタビューした一般の人たちのバージョンもあった。
- MUSIC 庵（いおり）

街頭インタビューした人たちの悩みに、アーティストが答えていくコーナー。
- U.K.ヘルパー

U.K.がCDショップのスタッフとして一日お手伝いをしながら、客たちに好きな音楽などをインタビューするコーナー。HMV梅田店とヴァージン・メガストアーズ梅田店の2回で終了。
- レンタルEDGE

U.K.がさまざまなイベントのお手伝いをするコーナー。
- U.K.ツアー

U.K.がツアーコンダクターとなり、アーティストをU.K.がプランを立てたツアーに案内するコーナー。
- MUSIC 家路

授業や仕事を終えて家路に向かう学生やOLにインタビューし、家路に向かう時に聴きたいと思うと答えた楽曲「家路ソング」を紹介するコーナー。
- マンスリージョンさん

ジョンさんが音楽に関するテーマを設けて、自論を繰り広げつつ、テーマに則した楽曲やアルバムを紹介するコーナー。後に「ウィークリージョンさん」へ移行。
- EDGE TUNE

番組がおすすめする楽曲を毎月1ヶ月間にわたり紹介。
- 来日EDGE

イギリス留学の経験があるU.K.が得意の英語を生かして、来日アーティストとコミュニケーションをとり、親睦をはかる企画。ボン・ジョヴィへのインタビュー（2009年11月9日放送）でジョン・ボン・ジョヴィに歌ってもらうようお願いするが拒否され、一旦コーナー終了。その後ビーディ・アイへのインタビュー（2011年10月17日放送）でリアム・ギャラガーに歌ってもらうようお願いするも失敗し、再度コーナー終了となった。
- 今週のミュー写メール

アーティストが自ら撮影したプライベート写真を公開する企画。
- その時、名曲は生まれた

代表的な名曲の誕生秘話をアーティスト自身が語る企画。
- アーティスト魅力診断スクール

アーティストに「アーティストは○○なアーティストだ」という問題が出題され、街の人たちの声やゆかりの芸能人・アーティストが語った内容をもとに、○の中に入る、自身の本当の魅力をあらわす一言を見つける企画。

## EDGE LIVE
番組が主催するライブイベント『EDGE LIVE』が年に1 - 2回の頻度で行われた。メジャーなミュージシャンだけではなく、オファーの段階では比較的知名度が低いミュージシャンがブッキングされているのが特徴で、出演したアーティストの多くが後にブレイクしたことで注目を集めた（ケツメイシ、スキマスイッチ、BENNIE Kなど）。また、『10th Anniversary』までのライブチケットの料金が安価だったことも売りの一つ。
2005年以降、これとは別にスペシャルバージョンのEDGE LIVEも行われた。こちらはメジャーなミュージシャンの出演が多く、チケット料金もまちまち。2012年からは、番組スタッフが薦める新人アーティストが出演する「EDGE LIVE + Next Style ○○の旬穫祭」と題した招待制のライブイベントも行われている。
『+3 style』 - 『6MIX』および『2011』では、U.K.とジョンさんたちが毎回さまざまな挑戦を行なってきた。『+3 style』ではバンド（演奏曲・T.REX「20th Century Boy」）、『4U』ではギター（演奏曲・スピッツ「空も飛べるはず」、押尾コータローが指導）、『Hi-5』ではピアノ（演奏曲・Mr.Children「Tomorrow never knows」）、『6MIX』ではアカペラ（歌唱曲・サザンオールスターズ「TSUNAMI」、Baby Booが指導）、『2011』ではピアノ伴奏（伴奏曲・KAN「愛は勝つ」）を課せられ、その成果をライブ当日に披露してきた。さらに『10th Anniversary』では、Skoop On Somebodyが作曲した10周年記念の楽曲に、イベント開催中の2時間でU.K.が作詞した「十年の奇跡」をエンディングでSkoop On Somebody、ジョンさんとともに来場者と合唱した。『12』では、三浦大知から直々にオファーを受け、「Two Hearts」の歌唱中、U.K.がバックダンサーと一緒にダンスに参加。この他『八番』では、U.K.が他の仕事とダブルブッキングとなってしまったため、仕事先からZepp Osakaまで走って駆けつけ、約50分の遅刻となった。
| ライブタイトル                                                            | 開催日     | 会場                             | 出演アーティスト                                                                         |
| ------------------------------------------------------------------------- | ---------- | -------------------------------- | ---------------------------------------------------------------------------------------- |
| EDGE LIVE .1 （エッジライブ･ドットワン）                                  | 2001.9.7   | Zepp Osaka                       | GO!GO!7188 NEWTON CIRCUS KICK THE CAN CREW クラムボン                                    |
| EDGE LIVE type2 （エッジライブ・タイプツー）                              | 2002.2.3   | Zepp Osaka                       | babamania Tripmeter ケツメイシ Hermann H.&The Pacemakers                                 |
| EDGE LIVE +3 style （エッジライブ・スリースタイル）                       | 2002.6.8   | Zepp Osaka                       | MAMALAID RAG CUNE キンモクセイ EDGE BAND                                                 |
| EDGE LIVE 4U （エッジライブ・フォーユー）                                 | 2002.12.14 | Zepp Osaka                       | 倭製ジェロニモ&ラブゲリラエクスペリエンス Sound Schedule TAKUYA べそ                     |
| EDGE LIVE Hi-5 （エッジライブ・ハイファイブ）                             | 2003.7.5   | Zepp Osaka                       | 押尾コータロー（オープニングアクト） スキマスイッチ 星村麻衣 SOUL'd OUT べそピアノ       |
| EDGE LIVE 6MIX （エッジライブ・シックスミックス）                         | 2004.2.21  | Zepp Osaka                       | Baby Boo（オープニングアクト） B@by Soul ロットングラフティー B-DASH M.J.べそ            |
| EDGE LIVE 7 Christmas Style （エッジライブ・セブン・ クリスマススタイル） | 2004.12.12 | Zepp Osaka                       | tobaccojuice Les.R BENNIE K SOFFet                                                       |
| EDGE LIVE 八番 （エッジライブ・はちばん）                                 | 2005.10.15 | Zepp Osaka                       | 少年カミカゼ COOLON タカチャ nobodyknows+                                                |
| EDGE LIVE Extra Super Christmas Style                                     | 2005.12.23 | なんばHatch                      | BENNIE K SOUL'd OUT                                                                      |
| EDGE LIVE in Universal Studios Japan 〜5th Anniversary Special〜          | 2006.11.4  | ユニバーサル・スタジオ・ジャパン | エイジアエンジニア misono TRF                                                            |
| EDGE LIVE Q （エッジライブ・キュー）                                      | 2006.11.12 | Zepp Osaka                       | 上木彩矢 SunSet Swish melody. FUNKY MONKEY BABYS                                         |
| EDGE LIVE unplugged                                                       | 2006.12.16 | シアターBRAVA!                   | アンジェラ・アキ スガシカオ 矢井田瞳                                                     |
| EDGE LIVE in Universal Studios Japan                                      | 2007.11.10 | ユニバーサル・スタジオ・ジャパン | BoA SOFFet 高杉さと美                                                                    |
| EDGE LIVE in Universal Studios Japan                                      | 2007.11.11 | ユニバーサル・スタジオ・ジャパン | mihimaru GT 鈴木亜美 MICRON' STUFF                                                       |
| EDGE LIVE juice （エッジライブ・ジュース）                                | 2007.12.5  | Zepp Osaka                       | FUNKY MONKEY BABYS ナイス橋本 ONE☆DRAFT LOVE                                             |
| EDGE LIVE 10th Anniversary （エッジライブ・テンス・アニバーサリー）       | 2010.5.22  | Zepp Osaka                       | 近藤夏子 ジョンスガイウォーカーズ（スガシカオ+ジョンさん） Skoop On Somebody mihimaru GT |
| EDGE LIVE 2011 （エッジライブ・イレブン）                                 | 2011.12.15 | なんばHatch                      | HAPPY BIRTHDAY（オープニングアクト） 風味堂 FUNKIST BIGMAMA ET-KING                      |
| EDGE LIVE 12 （エッジライブ・トゥエルブ）                                 | 2012.6.24  | Zepp Namba                       | SONOMI（オープニングアクト） SPYAIR DEEP 三浦大知 KREVA リアルグルーヴ                   |
| EDGE LIVE + Next Style! 秋の旬穫祭                                        | 2012.10.06 | MBS1階 特設ステージ              | HAPPY BIRTHDAY 信政誠 忘れらんねえよ 小南泰葉                                            |
| EDGE LIVE + Next Style 2 初夏の旬穫祭                                     | 2013.6.12  | 心斎橋 Music club JANUS          | 蜜 ケラケラ 宇宙まお 石崎ひゅーい                                                        |
| EDGE LIVE + Next Style 3 冬の旬穫祭                                       | 2013.11.12 | 心斎橋 Music club JANUS          | 東京カランコロン Czecho No Republic 南壽あさ子                                           |
| EDGE LIVE + Next Style 4 春の旬穫祭                                       | 2014.4.6   | MBS1階 特設ステージ              | 山崎あおい THE TON-UP MOTORS 空想委員会                                                  |
| EDGE LIVE + Next Style 5 愛の旬穫祭                                       | 2015.2.11  | MBS1階 ちゃぷらステージ          | 浜端ヨウヘイ Chelsy Suck a Stew Dry                                                      |

## スタッフ

### 番組終了時のスタッフ
- 構成 - バーバラよね、土器信彦、今澤圭輔
- TD - 金谷宣宏（MBS）
- CAM - 喜多良平（MBS）
- AUD - 中越晴香
- LD - 亀井純一郎（MBS）
- VE - 梅田喜信（MBS）
- EED - 加田晃紀
- MA - 岩田修一
- 美術 - 松尾光生（MBS）
- メイク - 越谷貴子
- スタイリスト - 藤原かよ
- 番組宣伝 - 塩濱誠彦（MBS）
- AD - 藤川由佳、有友由紀
- ディレクター - 稲子太輔、嘉納一貴、宮田大、中口慶三
- 演出 - 日下真行（MBS）、岩川弘男
- プロデューサー - 長冨剛（MBS）
- 協力 - 関西東通、サウンドエースプロダクション、アーチェリープロダクション、イングス、IWAサウンド、つむら工芸、高津商会
- 制作協力 - MBS企画、ユーロック、D=クラッチ.、ブリッジ
- 製作著作 - 毎日放送

### 過去のスタッフ
- プロデューサー - 清水康平・原田義之・横田一・渥美昌泰・松本みゆき
- ディレクター - 黒田源治・久野貴史・砂川義忠・山本幹男・井上圭・加藤貴光・近藤和俊・石原直行・藤岡愁一郎・安本浩太・加老戸良徳
- AD -川田文香・影山太郎・杉山亮